# Minuria
Minuria là một chi thực vật có hoa trong họ Cúc (Asteraceae).

## Loài
Chi Minuria gồm các loài: